# باسكال جيني
باسكال جيني (6 يوليو 1978 بكانتون فريبورغ في سويسرا - ) هو لاعب كرة قدم سويسري في مركز الدفاع. لعب مع نادي سانت غالن ونادي سيرفيت ونادي فينترتور ونادي نوشاتل زاماكس ويافردون سبور ‏.

## وصلات خارجية
- باسكال جيني على موقع قاعدة بيانات كرة القدم.إي يو (الإنجليزية)
- باسكال جيني على موقع عالم كرة القدم.نت (الإنجليزية)